# Facultad de Ciencias Políticas y Sociales (Universidad Nacional Autónoma de México)
La Facultad de Ciencias Políticas y Sociales (FCPyS) es la facultad de la Universidad Nacional Autónoma de México encargada de realizar investigación y docencia en ciencias sociales. Ofrece seis licenciaturas y un programa de posgrado con cinco especialidades. Fundada en 1951 como la Escuela Nacional de Ciencias Políticas y Sociales (ENCPyS) y convertida en facultad el 26 de enero de 1968.

## Historia

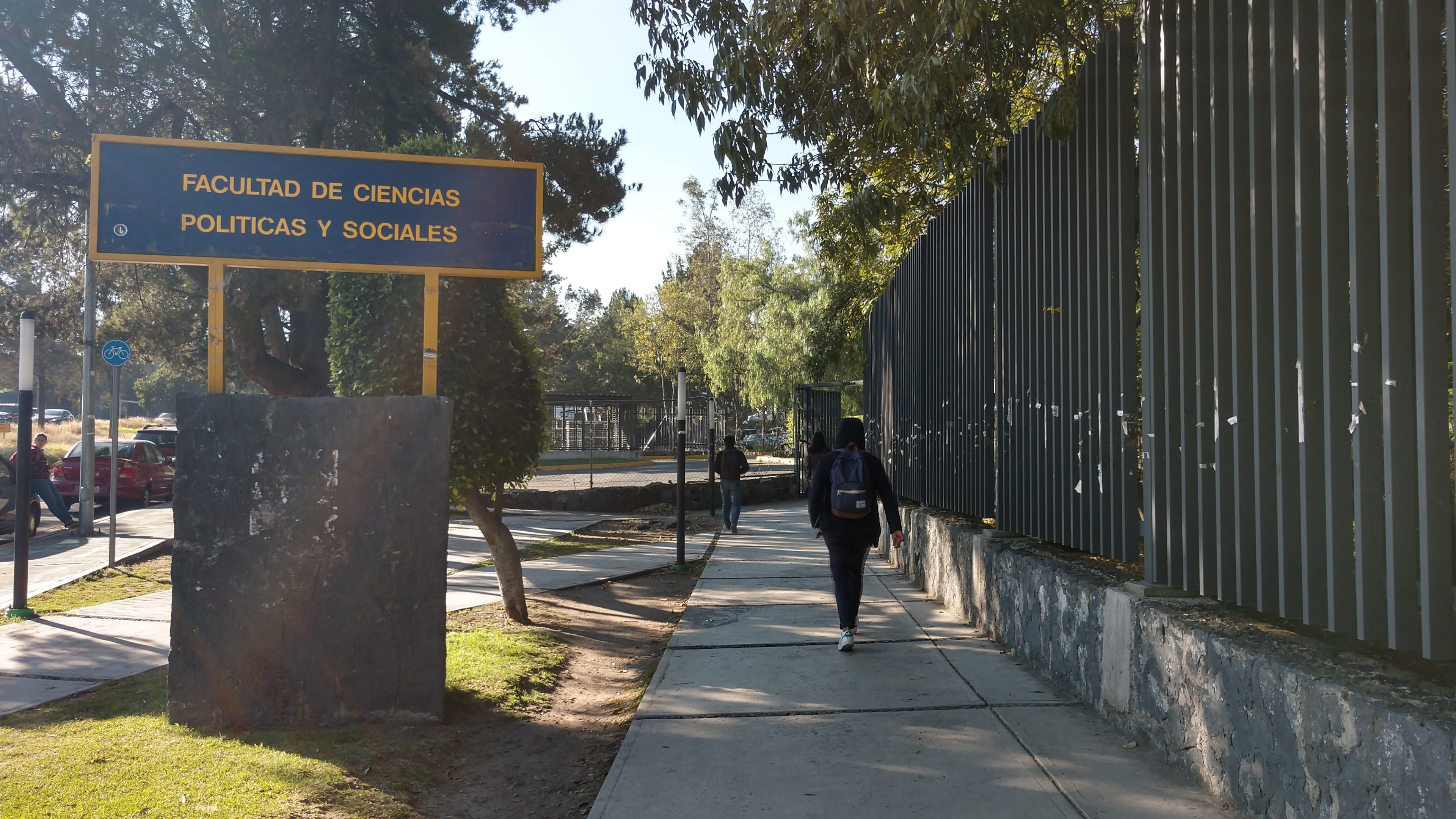
Acceso a la Facultad de Ciencias Políticas y Sociales.

En los años posteriores a la Segunda Guerra Mundial , las repercusiones sociales, económicas y políticas se remitieron principalmente a evitar que se repitiera un conflicto bélico de tales magnitudes. Es por eso, que la disciplina de las relaciones internacionales puede encontrar su apogeo en las posguerras como un estudio formal. En la Primera Guerra Mundial conocido como Diplomacia y es con la conclusión de la Segunda Guerra Mundial que toma forma de la raíz de ciencia política para no sólo estudiar a los estados pero el funcionamiento entre los mismos a nivel internacional haciendo recurso de la Economía, el Derecho, la Historia, la Filosofía y la Geografía. 
Sin embargo, no quiere decir que el sistema internacional anterior no existiera sino que la concepción del estudio del Estado- nación data de los siglos XVI y XVII en los cuales surgen varios estados que ya no eran percibidos como "Imperios". Asimismo, su enfrentamiento por el poder representaría relaciones de sometimiento a un orden internacional establecido por uno o varios estados. 
La UNESCO recomendó la urgente necesidad de formar profesionales y especialistas en el área de las ciencias sociales, especialmente, la ciencia política.
Mientras Europa y Asia se reconstruían, Estados Unidos se convertía en primera potencia mundial. México por su parte vivía una época de desarrollo económico sostenido, de industrialización y de relativa estabilidad social, además de fortalecer sus relaciones con otros países.
México atendió la sugerencia de la UNESCO y emprendió un plan para la creación de una escuela que se dedicara a formar especialistas en el área de las ciencias sociales.

En 1949, con la línea fundamental en su agenda, la Unesco convoco a los estados miembros a participar, representado por una institución universitaria, a una conferencia sobre Ciencias Políticas. En representación de México asistió el entonces director del instituto de investigaciones sociales de la UNAM, don Lucio Mendieta y Núñez. La conferencia exalto la gran significación de las nuevas disciplinas sociales, en particular la ciencia política, para promover el desarrollo, el bienestar general y la democracia; acordó recomendar la creación de asociaciones y escuelas de Ciencias Políticas y Sociales en los países miembros. Además, para convenir en hechos dicha aspiración, encomendó desencadenar los trabajos conducentes a los delegados. A juzgar por los desarrollos ulteriores, estos aceptaron con entusiasmo.

La necesidad de una nueva Escuela se justificaba en la medida en que la formalidad del Derecho y la Economía –que hasta ese entonces se impartían en la UNAM en sus respectivas Facultades y que eran las únicas ciencias sociales hasta el momento- no permitían esa flexibilidad teórica, metodológica y epistemológica imprescindible para la comprensión de las sociedades modernas. Atendiendo estos menesteres y siendo rector de la UNAM el doctor Luis Garrido, el Consejo Universitario aprobó, el 3 de mayo de 1951, el proyecto presentado por el doctor Lucio Mendieta y Núñez dando nacimiento a la Escuela Nacional de Ciencias Políticas y Sociales (ENCPyS) cuya primera sede se establecería en la calle de Miguel Schultz #24 del Distrito Federal.

## Origen
Las actividades se inauguraron el 25 de julio de 1951. El total de alumnos fue de 142 (129 hombres y 13 mujeres), un dato muy animoso puesto que se había contemplado la inscripción de menos de la mitad de ese número. Esta etapa se caracteriza porque predominará la armonía de la nueva comunidad y el crecimiento económico e industrial del país.
El primer problema presentado fue la necesidad de elaborar de un plan de estudios ad hoc a los objetivos de la nueva escuela. “Por tal motivo el Consejo Universitario se dividió: unos querían (como siempre en México, la demagogia y el populismo) hacer una escuela demagógica, pero sin sustancia. Otros, en cambio, prefirieron elegir lo ya probado y conocido: la escuela de Francia y la de Bélgica”.
Entre 1949 y 1951 hubo discusiones entre diversas facultades. La idea de abrir una carrera en Administración Pública no le parecía muy buena a la Facultad de Economía pues la directiva y algunos académicos consideraban que todo lo que se refería a gobierno les pertenecía a ellos, pues decían que la economía no se podía llevar a cabo si no era en el ámbito de lo público. La Facultad de Derecho (en aquellos tiempos se llamaba Facultad de Derecho y Ciencias Sociales), por su parte, decía que el Derecho y las ciencias sociales no podían separarse. Debido a esto, la separación de las ciencias sociales y el Derecho iba a ser difícil.
El acuerdo final para resolver el conflicto consistió en que la Facultad de Economía se quedaría con la Administración Pública dentro de sus planes de estudio, y la Escuela Nacional de Ciencias Políticas y Sociales podría crear las carreras de Ciencia Política, Ciencias Sociales, Ciencias Diplomáticas y Periodismo.
El primer director fue Ernesto Enríquez Coyro quien se declaraba “radicalmente opuesto al plan de estudios” al considerar que las prácticas de campo -las cuales no estaban contempladas en el plan de estudios- eran muy importantes para la formación de los jóvenes profesionales y de las cuales muy poco se llevaban a cabo. Una de sus grandes ideas centrada en la convicción de que “la política es una cuestión de praxis”, fue la organización de conferencias para que se debatiera sobre temas determinados y participaran expertos y políticos en la materia. Destaca el hecho de que para poder asistir a las conferencias, los estudiantes interesados tenían que ir preparados e informados para poder aprovechar lo mejor posible los debates que se generaban en dichas conferencias. Se publicaban, por lo tanto, fechas y temáticas de cada evento con anticipación.
A decir de Enríquez Coyro “lo que necesitaba proporcionar la escuela era una base cultural y una experiencia para investigar. Si no se hace esto, se es un político teórico, un político que inventa cosas, que improvisa. Por cada peso que México gasta bien, se gastan otros veinte en proyectos inventados. [...] Esta praxis, esta intuición para comprender los momentos, solamente puede darla la gente que los ha vivido”.; concebía a la escuela como un gran laboratorio de investigación, un campo virgen en nuestro país.
Enríquez Coyro también concibió la urgente necesidad por reformar los planes de estudio por lo que su último legado fue el matizar a las carreras con historia, sociología, política y democracia, a modo de quitar parte del formalismo jurídico del Derecho; al respecto, comenta la doctora Elena Jeanetti, profesora de la FCPyS y egresada con las primeras generaciones de la ENCPyS:

Los planes de estudio de aquella época estuvieron muy saturados de Derecho, yo hice la carrera de Ciencias Diplomáticas y Ciencias Sociales, en las dos me gradué, pero me tocó vivir carreras donde teníamos una gran cantidad de materias de Derecho, estaba pues la influencia de la parte jurídica muy fuerte y sin embargo, si se veían los problemas nacionales de la época. Tuvimos grandes profesores, profesores de excelencia, si ustedes recorren un poco la historia de la Universidad, por ejemplo las preparatorias, hubo verdaderas eminencias que son muy recordadas a la fecha y nosotros en Ciencias Políticas tuvimos profesores verdaderamente notables. De manera que la formación que empezamos a tener -aunque aparentemente parecía deficiente- no abarcaba todo el espectro de las ciencias sociales, sin embargo tuvimos una enseñanza tan profunda que nos dio una solidez a los estudios.

Enríquez Coyro renunció a su cargo como director de la ENCPyS al ser llamado por la función pública para dirigir una subsecretaría.
El primer graduado de la ENCPyS fue un politólogo, Moisés Ochoa Campos, quien hizo la tesis titulada: La reforma municipal (historia municipal de México).
Para 1953, el rector de la UNAM era Nabor Carrillo y la ENCPyS ya había cambiado de sede a Mascarones, el director era el Dr. Raúl Carrancá y Trujillo quien encomendó a la comunidad de la ENCPyS “la altísima gloria y la magna responsabilidad de escudriñar con mirada serena la verdad científica, elaborándola y transmitiéndola, cual corresponde a la Universidad”. ; este director le dio a la ENCPyS la cualidad de institución formal y buscó que la formación de profesionales en ciencias sociales contara con un claro sentido de la realidad y de sólida cultura.
El ambiente que se vivía era el de una actividad política efervescente y un compañerismo muy unido, animado y fresco. Comenta la profesora Jeannetti:

Ahí se hacían, en Mascarones, muchísimas conferencias, muchas reuniones de carácter social entre los alumnos y esto nos integraba muchísimo y hasta la fecha, existimos unos 40 0 50 compañeros de aquellas 3 generaciones, inclusive, algunos de la cuarta que les podrían platicar su experiencia. De manera que fraternizamos mucho entre nosotros pero también hicimos grandes relaciones con los profesores porque se organizaban discusiones de todo tipo, con muchísima libertad, ¡claro, era otro México!, era un México que todavía tenía características muy distintas como de provincia, de tal manera que la situación permitía como una convivencia más tranquila, menos estresada, con muchas más ganas de progresar.

La impartición de cursos para la complementación de los estudios de la comunidad había logrado despertar un interés que rebasaba a la Escuela y a la Universidad.
Dentro del periodo de Adolfo Ruíz Cortines, se mantuvo una estabilidad política y económica, misma que vendría a ser el principal peldaño del desarrollo estabilizador al controlar la inflación creciente, la cual, se había venido incrementando desde el régimen de Miguel Alemán quien había dejado a la economía del país con un desequilibrio en la paridad del peso frente al dólar (pasó de 8.65 a los 12.50). Ruiz Cortines logra mantener al peso en los famosos 12.50 que perdurarían hasta 1976 a pesar de la devaluación que sucedería en 1954. Sin embargo, esta devaluación despertó el descontento de la clase obrera que no se había visto beneficiada con el manejo de la economía, por lo que a finales del sexenio de Ruiz Cortines, proliferaban ya movimientos políticos de maestros, ferrocarrileros, telegrafistas, petroleros y estudiantes, este último conocido como “el movimiento de los camiones”.

El “movimiento estudiantil del 58 mostró con claridad los límites impuestos por la descomposición y la crisis que agobiaban al sector estudiantil en aquellos momentos”, involucró a muchas universidades con sedes a lo largo y ancho del país incluyendo, por supuesto, a la UNAM.
Se puede deducir, de lo anterior, que la ENCPyS –aunque no se pueda estar seguros en cuánta medida-, a través de su comunidad estudiantil ya estaba siendo partícipe directa en la sociedad.
Los ideales de la Revolución comenzaban a hacerse difusos. El discurso del Estado era contrastante a esta nueva realidad, que si bien, en la época se produjeron cambios sociales y tecnológicos, éstos se hicieron mediante un paternalismo por parte del gobierno, se consolidaba un corporativismo de Estado. Ya comenzaban a aflorar intelecutales como Cosío Villegas quienes se habían percatado de esta situación, a decir de Cosío: “La aspiración única de México es la renovación tajante, una verdadera purificación, que sólo se conseguirá a satisfacción con el fuego que arrase hasta la tierra misma en que creció tanto mal”. El escenario de 1968 comenzaba a abrir sus telones.

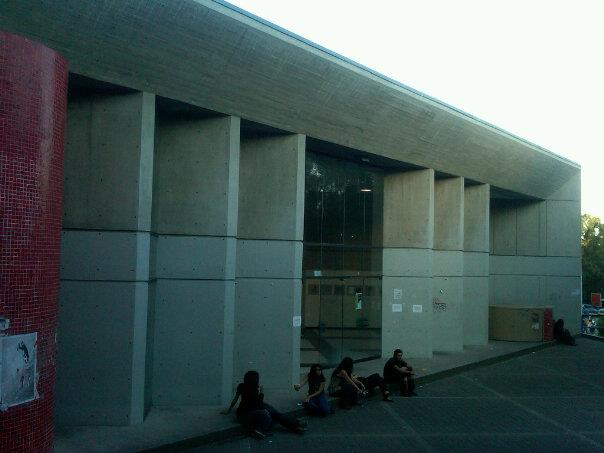
Auditorio Flores Magón FCPyS
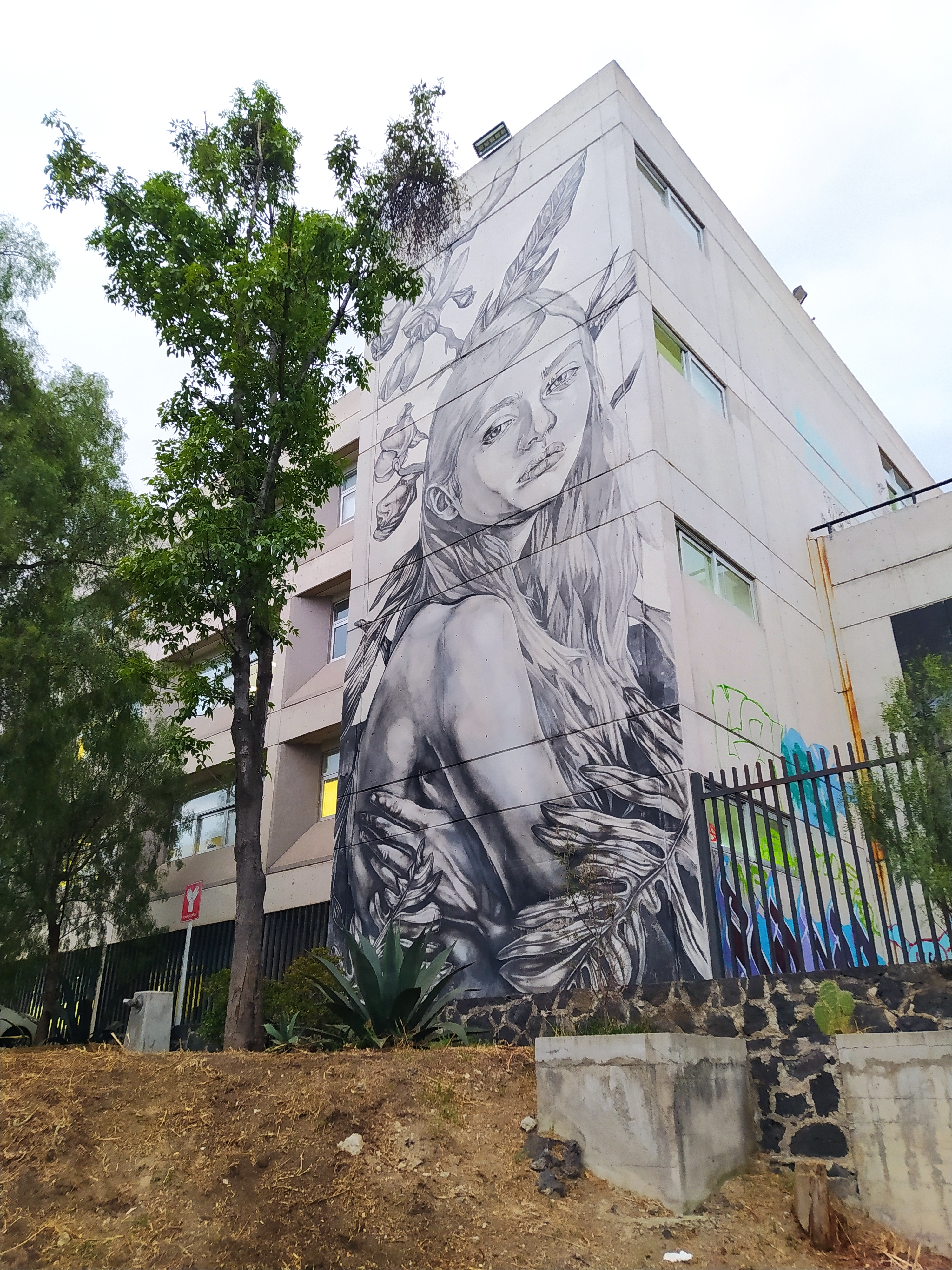
Mural del Edificio D
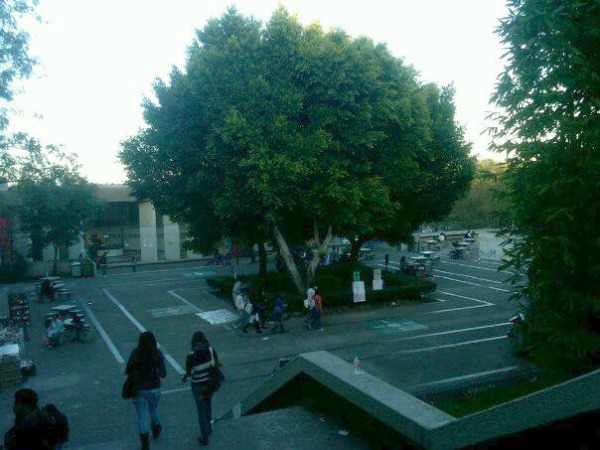
Explanada baja
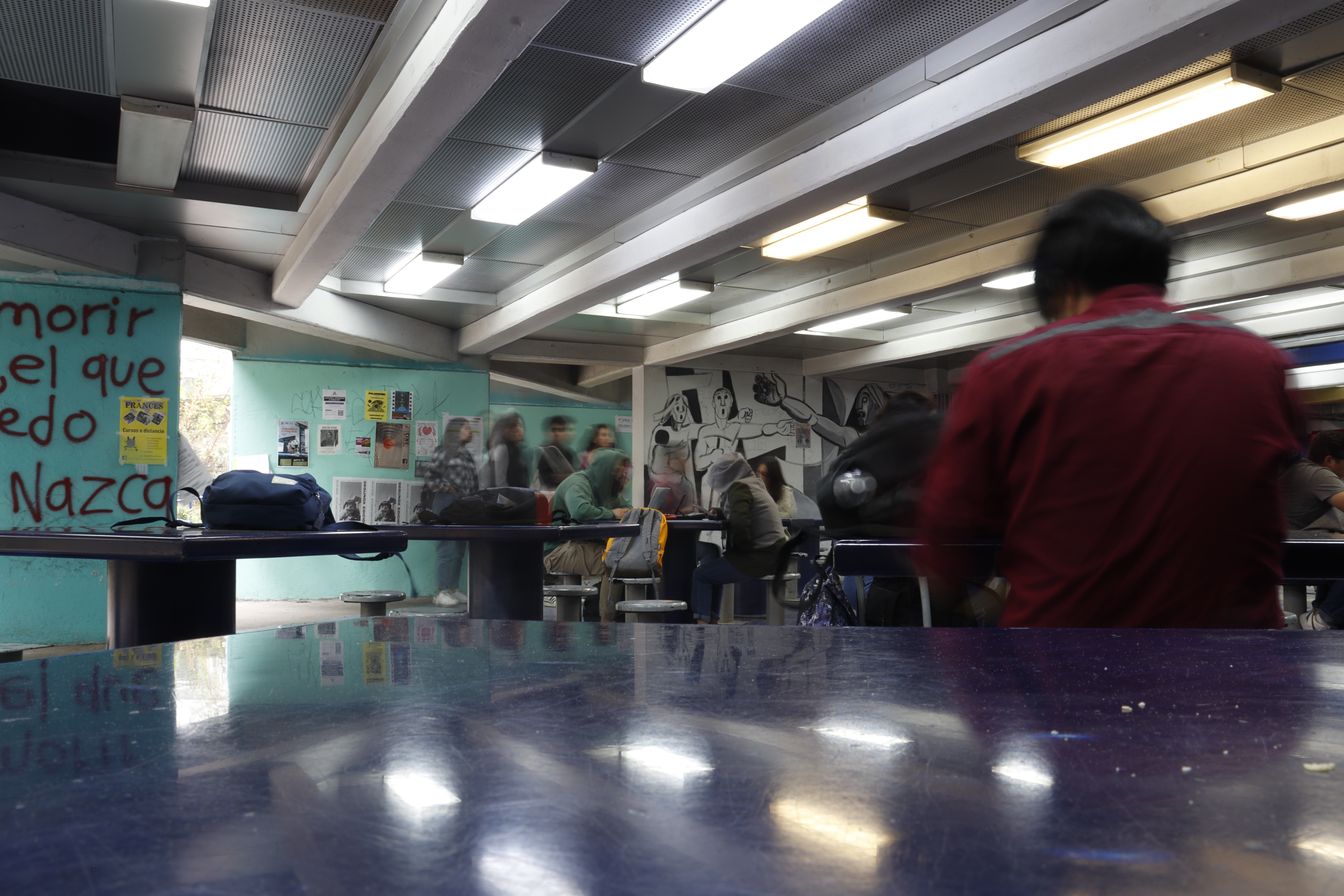
Cafetería de la Facultad
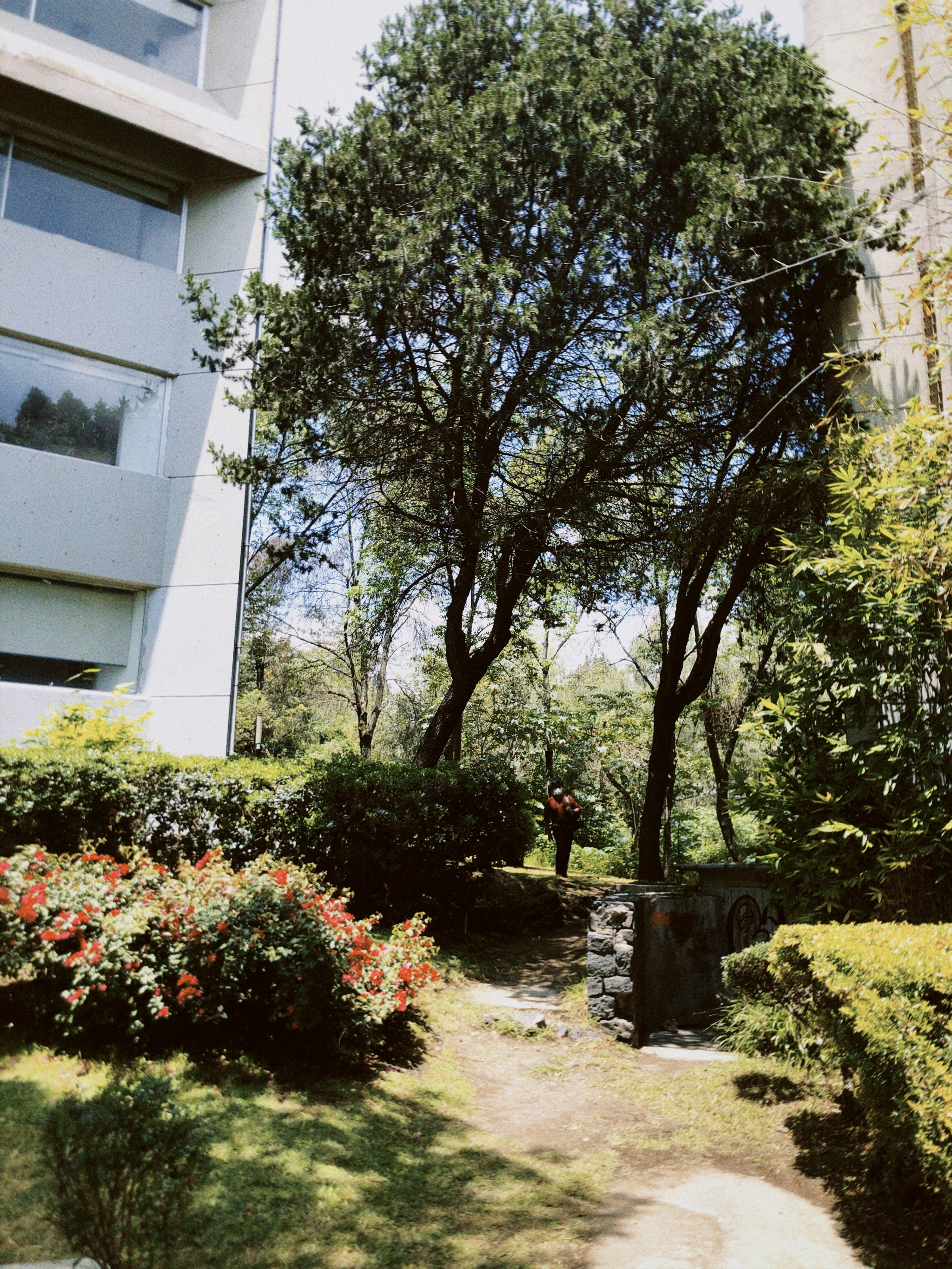
Jardineras en el interior de la Facultad

### Ciencia Política y Administración Pública

#### Precedentes
Cuando se decidió implementar la carrera de ciencias políticas en la UNAM, se creó un anexo para ella en la Facultad de Derecho ya que se creía que las cuestiones abordadas por las ciencias políticas tenían que entrar dentro del campo del derecho, por ello mismo durante un tiempo se le conoció como la facultad Derecho y Ciencias Sociales. Pero debido a grandes discusiones, se abolió este apartado en la facultad y se le asignó una nueva, inaugurando la Facultad de Ciencias Políticas y Sociales donde alberga cinco licenciaturas: Ciencias de la comunicación, Ciencia Política y Administración Pública, Relaciones internacionales, Sociología Y Antropología (esta última en 2016).
Con esto mismo el incluir a la Administración Pública en la Facultad de Economía no parecía muy adecuado, porque se consideraba que no todo lo perteneciente al gobierno les concernía a ellos, y por otro lado se hablaba que la Economía debía estar en el ámbito público porque de otra forma no se podría llevar a cabo. Y aunque por un tiempo se designó a la administración pública a esta Facultad; próximamente se le designó de forma más veraz a la Facultad de Ciencias Políticas y Sociales y no solo eso, si no a mantenerla unida a La Ciencia Política.
Si bien se pensaba en ellas como un ente unilateral, se ha ido haciendo una separación entre ambas disciplinas, tomando a una como el estudio teórico (Ciencia Política) y a la otra como la práctica (Administración Pública) se refleja el interés de separación en los planes de estudio principalmente en el antiguo (2007) y el actual (2015). En el primero se observa que la separación de ambas disciplinas se hace en el tercer semestre donde se elige una opción, mientras que para el plan nuevo (2015) se encuentran las materias de tronco común para todas las carreras que se tomaran durante tres semestres, si bien a pesar de estas asignaturas en común, la mayoría de ellas son propias de la opción elegida, incluyendo las materias optativas. El plan se renovó con vitas a hacer un mejoramiento en la planta académica y las deficiencias de carácter teórico metódico y en las técnicas interdisciplinarias para un mejor manejo de la fuentes, de la comprensión escrita y verbal, así como en las materias como la historia y el pensamiento social.

#### Tronco común
Si bien todas las licenciaturas en la Facultad de Ciencias Políticas y Sociales tienen un tronco común, donde llevan cuatro materias que comparten con las diferentes carreras, esto durante tres semestres. Ambas licenciaturas (ciencia política y administración pública) en la UNAM, llevan durante un semestre las mismas materias no solo de tronco común si no de introducción, respectivamente introducción a la ciencia política y teoría de la administración pública, esto para dar un bagaje entre ambas licenciaturas y tomar una decisión más informada. A partir del segundo semestre se toma una especialidad entre ambas y aunque persevera un tronco común durante dos semestres más con las demás carrera, las dos materias restantes son de acuerdo a la opción elegida.
Las carreras de tronco común en el primer semestre son:
- Comprensión de textos y expresión oral
- Consulta de fuentes y lectura numérica del mundo
- Introducción al pensamiento social y político moderno
- Construcción histórica de México en el mundo I

Para el segundo semestre
- Argumentación y expresión escrita
- Introducción a la investigación de las ciencias sociales
- Estado, sociedad y derecho
- Construcción histórica de México en el mundo II

Y para el tercer semestre
- Lenguaje, cultura y poder
- Economía
- Análisis de las organizaciones públicas
- Estadística aplicada a las ciencias sociales

#### Opción Ciencia Política
En la opción de ciencia política, las materias varían para mostrar el enfoque hacia la carrera, la cual consta de ocho semestres entre los cuales las materias que actualmente (plan 2015) se llevan junto con las materias de tronco común son:
Segundo semestre
- Pensamiento político clásico
- Historia mundial I

Tercer semestre
- Pensamiento político moderno
- Historia mundial II

A partir de cuarto semestre ya no se utiliza el tronco común, ahora tienen la materias dirigidas específicamente a la disciplina, este caso no solo aplica para La ciencia política y administración pública, si no en todas las carreras de esta facultad.
Observar planes de estudio completos
Plan de estudios (2007) : opción ciencia política
Plan de estudios (2015) : opción ciencia política

#### Opción Administración pública
Al igual que en la opción de ciencia política, se lleva un enfoque más práctico, el cual se refleja en las materias durante los ocho semestres que dura la carrera, las asignaturas de los semestres de tronco común en el plan 2015 son:
Segundo semestre
- Matemáticas
- Teoría de la administración pública II

tercer semestre
- Análisis político y administrativo
- Gobierno y demografía

Observar planes de estudio completos
Plan de estudios (2007) : opción administración pública
Plan de estudios (2015) : opción administración pública

## Licenciaturas

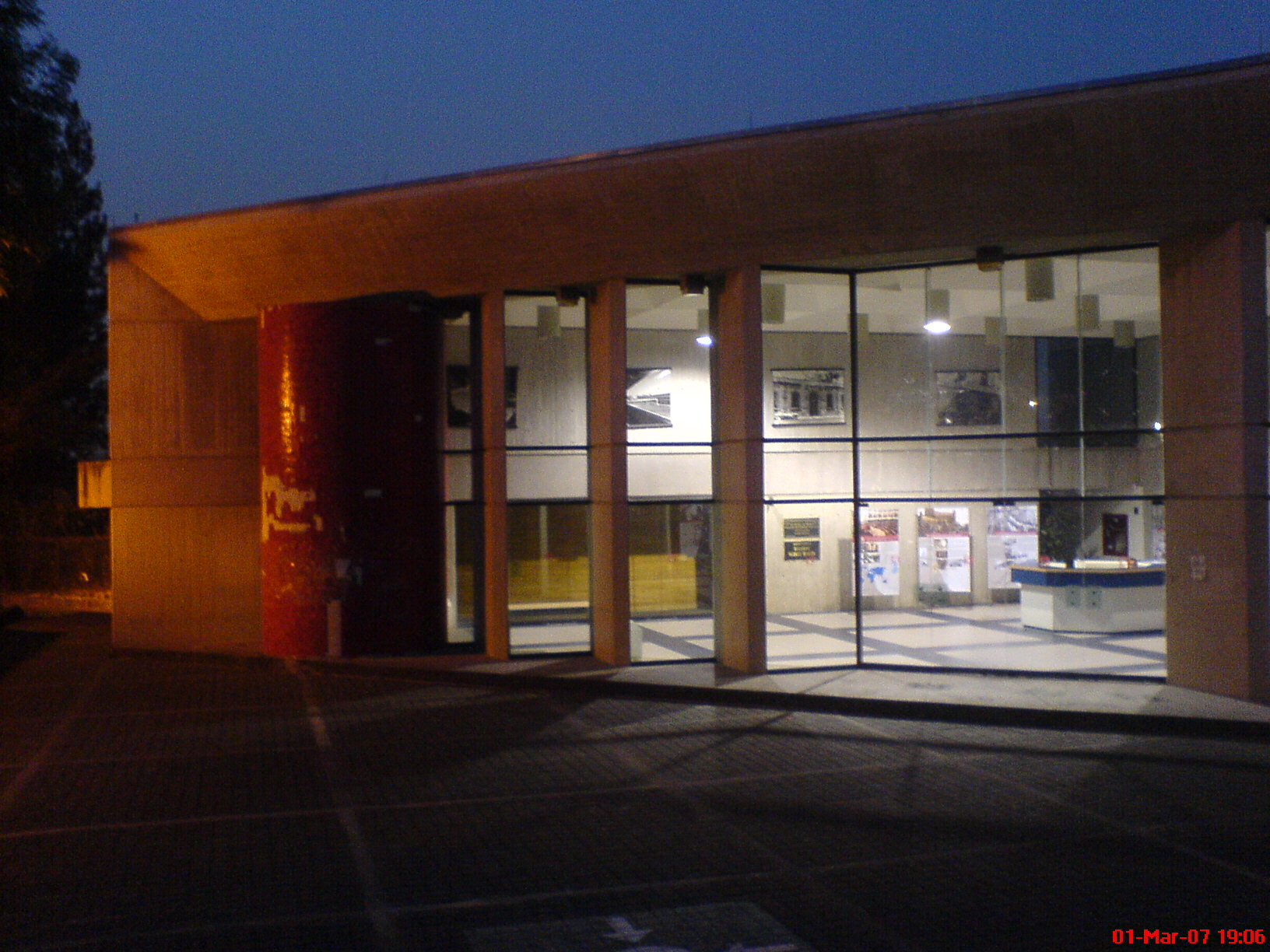
Auditorio Flores Magón.

- Auditorio Flores Magón.Ciencias de la Comunicación (especialidades: Comunicación Organizacional, Comunicación Política, Periodismo, Producción Audiovisual y Publicidad)
- Ciencia Política y Administración Pública
- Relaciones Internacionales
- Sociología
- Antropología (especialidades: Antropología Física, Antropología Social, Arqueología y Lingüística Antropológica)

## Educación a distancia
Sistema de Universidad Abierta y Educación a Distancia SUAyED
- Ciencias de la comunicación
- Ciencias Políticas y Administración Pública
- Relaciones Internacionales
- Sociología

## Maestrías
- Estudios Políticos y Sociales.
- Gobierno y Asuntos Públicos.
- Comunicación.
- Estudios en Relaciones Internacionales.
- Estudios México-Estados Unidos.
- Estudios Latinoamericanos.

## Doctorado
- Ciencias Políticas y Sociales, con orientación en:
  - Ciencia Política.
  - Sociología.
  - Administración Pública.
  - Ciencias de la Comunicación.
  - Relaciones Internacionales.
- Estudios Latinoamericanos.

## Programa de Apoyo a Proyectos para Innovar y Mejorar la Educación (PAPIME)
La FCPyS al igual que otras facultades de la UNAM cuenta con Programas de Apoyo a Proyectos para Innovar y Mejorar la Educación los cuales tienen como objetivo impulsar la superación y desarrollo del personal académico mediante apoyo a proyectos que conduzcan a la innovación y al mejoramiento del proceso enseñanza-aprendizaje y beneficien a los alumnos, tanto del bachillerato como de la licenciatura de la UNAM. Los proyectos de innovación de la enseñanza deberán girar en torno a temas que permitan una enseñanza creativa, con nuevas formas de pensar, para motivar el interés y la imaginación de los estudiantes y penetrar en los campos multidisciplinarios que permiten resolver situaciones complejas. 

## Lista de Directores
- Ernesto Enríquez Coyro (1951-1953)
- Raúl Carrancá y Trujillo (1953-1957)
- Pablo González Casanova (1957-1965)
- Enrique González Pedrero (1965-1970)
- Víctor Flores Olea (1970-1975)
- Julio del Río Reynaga (1975-1979)
- Antonio Delhumeau Arrecillas (1979-1981)
- Raúl Cardiel (1981-1983)
- Carlos Sirvent (1984-1988)
- Ricardo Méndez Silva (1988-1992)
- Juan Felipe Leal (1992-1996)
- Cristina Puga (1996-2000)
- Fernando Pérez Correa (2000-2008)
- Fernando Castañeda Sabido (2008-2016)
- Angélica Cuéllar Vázquez (2016-2020)
- Carola García Calderón (2020-2024)
- Alejandro Chanona (2024-2028)